# Joseph Werner
Joseph Werner (Würzburg, Alemanya, 25 de juny, 1837 - Múnic (Alemanya), 14 de novembre, 1932), va ser un compositor, violoncel·lista i professor de violoncel alemany.
El fill d'un director musical al "Würzburg City Theatre" es va formar per primera vegada a la seva ciutat natal. El 1852 va anar a Múnic, on es va formar com a violoncel·lista al conservatori fundat el 1846 per Joseph Menter i, després de la mort d'aquest, amb Hyppolit Müller (1834–1876), violoncel·lista de l'orquestra de la cort de Múnic. També va prendre classes de violí de Joseph Moralt i Franz Joseph Fröhlich. Des del 1867 va estudiar composició amb Friedrich Grützmacher a Dresden. El 1856 va rebre un lloc com a violoncel·lista solista a l'Orquestra de Múnic i des de 1857 va donar classes a la Reial Acadèmia de Música de Múnic amb el títol de professor; va ser rellevat d'aquest càrrec el 1904, deixant el títol sense canvis. El curs escolar 1859/60 va assumir les lliçons instrumentals de Carl Schönchen al "Maximilians gymnasium" de Múnic. L'1 de setembre de 1911, va ser rellevat del seu lloc aquí a petició pròpia. El 1899 va rebre l'Orde del Mèrit de la classe Sant Miquel IV i el 1910 la Medalla d'Honor de l'Ordre de Lluís amb motiu del 50è aniversari del seus serveis.
Joseph Werner estava casat amb Josepha Leprosse (1840-1906), filla d'una empresa de lloguer de pianos de Múnic. Dels set fills que van compartir, tres fills i una filla van arribar a l'edat adulta.
Com a instrumentista i compositor, Werner va escriure una pràctica escola de violoncel, estudis, estudis, capricis, peces solistes i nombrosos arranjaments. Entre els seus estudiants hi havia Heinrich Schübel (abans de 1873 - després de 1880) de Karlsruhe, Emil Herbeck de Sant Petersburg, Christian Döbereiner de Wunsiedel, Carl Ebner (1857-1930) de Deggendorf, Toni Thoms i Heinrich Schönchen (1827 –1887) de Múnic Ludwig Abel d'Eckartsberga i, Marie Geist (1859–1912) de Würzburg.

## Obres (selecció)
- Caprice i Humoreske, 2 peces interpretatives per a violoncel sol; 5. Múnic: Aibl, [1881]
- Dem Vaterland per cor mixt. Puntuació. Múnic, Seiling 1888
- L'art d'inclinar-se. Instruccions pràctiques per a l'entrenament de la tècnica de l'arc i per aconseguir un to i una interpretació bonics del violoncel; op.43 Heilbronn, C. F. Schmidt, 1894
- Estudis tècnics per a violoncel; op. 50/2. Londres, Augener 1900
- Duets progressius per a dos violoncel; op. 51/1. Estar bé. Londres, Augener (1902)
- 200 estudis a escala per a violoncel; op.53. Leipzig, Hofmeister (1903)
- Estudis d'acords per a violoncel: op.54 / 2. Leipzig, Hofmeister, 1905
- 12 estudis sobre la tècnica moderna moderna de tocar el violoncel; 58. Leipzig, Rühle (1908)
- Pràctica escolar de violoncel amb comentaris; op. 12/1. Edició nova, millorada i augmentada per Horst Scholz. Leipzig, Rühle aprox.1910
- Adagio religioso per a violoncel amb acompanyament de piano; op. 60; Piano i veu. Múnic, Editorial de música moderna (1914)